# Something, Something, Something, Dark Side
Something, Something, Something, Dark Side (noto anche come I Griffin presentano Something, Something, Something, Dark Side) è il ventesimo episodio dell'ottava stagione de I Griffin.
È la parodia del film L'Impero colpisce ancora. È il sequel di Blue Harvest ed è seguito da It's a Trap!.
Il titolo potrebbe essere reso in italiano come "Bla, bla, bla, Lato Oscuro", e fa riferimento alla "formula segreta" dei dialoghi di Guerre stellari enunciata nell'episodio della quinta stagione Al limite della legalità.

## Trama
La famiglia Griffin è in salotto a guardare la televisione quando la corrente salta nuovamente. Peter inizia a raccontare il seguito della storia raccontata precedentemente. Da una nave imperiale parte una sonda droide che atterra su Hoth in cerca dei ribelli. Il comandante Luke Skywalker crede che sia un meteorite, quindi va a controllare ma viene assalito da un wampa. Preoccupato per il mancato rientro alla base, Ian Solo esce a cercarlo. Luke ha una visione di Obi-Wan Kenobi che gli dice di recarsi sul pianeta Dagobah dove Yoda gli insegnerà a padroneggiare la Forza, poi viene soccorso da Ian.
Nel frattempo Lord Fener si sta dirigendo con la flotta imperiale verso Hoth, i ribelli affrontano in battaglia le truppe d'assalto e gli AT-AT con i loro snowspeeder, ma le truppe imperiali riescono a conquistare la base. Ian, Leila, Chewbecca e D-3BO fuggono a bordo del Millennium Falcon e riescono a seminare gli inseguitori infilandosi in un campo di asteroidi. Luke invece, a bordo del suo X-wing, assieme a C1-P8 si dirige verso il sistema di Dagobah, attera in una palude dove incontra Yoda e in seguito inizia l'addestramento per diventare uno Jedi. L'Imperatore affida a Dart Fener il compito di trovare Luke e di farlo passare al lato oscuro. Ian decide di andare a rifugiarsi dal suo amico Lando Calrissian nella Città delle nuvole su Bespin, ma il Millennium Falcon è stato pedinato da Boba Fett. Luke sente che i suoi amici sono in pericolo e decide di andarli a salvare; Dart Fener li ha catturati e ha fatto congelare Ian in un blocco di grafite. Lando, Leila, Chewbecca e i droidi riescono a liberarsi.
Luke giunge nella Città delle nuvole e, nonostante Yoda lo abbia avvertito che non è ancora un cavaliere Jedi, affronta Dart Fener in un duello con le spade laser. Nello scontro Dart Fener rivela al ragazzo che in realtà lui è suo padre, Luke però non vuole unirsi al Lato Oscuro e si lancia in un condotto di aerazione. Leila sente che Luke ha bisogno di aiuto, a bordo del Millennium Falcon tornano indietro a recuperarlo e si salvano saltando nell'iperspazio raggiungendo poi la Fregata Nebulon-B. A questo punto, Peter finisce di raccontare la storia e in casa torna la luce.

## Personaggi
Diversi personaggi di Guerre stellari sono stati sostituiti da Peter con i personaggi presenti ne I Griffin, che hanno riportato le loro caratteristiche nei personaggi di Guerre stellari che sono andati a interpretare.
| Personaggio de I Griffin | Personaggio di Guerre stellari | Doppiatore originale | Doppiatore italiano  |
| ------------------------ | ------------------------------ | -------------------- | -------------------- |
| Chris Griffin            | Luke Skywalker                 | Seth Green           | Davide Lepore        |
| Peter Griffin            | Ian Solo                       | Seth MacFarlane      | Mino Caprio          |
| Lois Griffin             | Leila Organa                   | Alex Borstein        | Antonella Rinaldi    |
| Stewie Griffin           | Dart Fener                     | Seth MacFarlane      | Nanni Baldini        |
| Brian Griffin            | Chewbecca                      | Seth MacFarlane      | Leslie La Penna      |
| Glenn Quagmire           | D-3BO                          | Seth MacFarlane      | Enrico Di Troia      |
| Cleveland Brown          | C1-P8                          | Mike Henry           | Luciano Marchitiello |
| Mr. Herbert              | Obi-Wan Kenobi                 | Mike Henry           | Mario Milita         |
| Carl                     | Yoda                           | H. Jon Benjamin      | Paolo Marchese       |
| Carter Pewterschmidt     | Palpatine                      | Seth MacFarlane      | Giuliano Santi       |
| Mort Goldman             | Lando Calrissian               | John G. Brennan      | Ambrogio Colombo     |
| Bruce                    | Firmus Piett                   | Mike Henry           | Wladimiro Grana      |
| James Woods              | Maximilian Veers               | James Woods          | Stefano De Sando     |
| Joe Swanson              | una sonda droide               |                      |                      |
| Meg Griffin              | la lumaca spaziale             | Mila Kunis           | Maura Cenciarelli    |

## Edizioni home video
Prima di essere trasmesso in TV il film è stato pubblicato su DVD e Blu-ray Disc, negli Stati Uniti il 22 dicembre 2009 mentre in Italia il 3 febbraio 2010. I contenuti speciali contenuti nella versione italiana sono i seguenti:
- il commento di Seth McFarlane, Mark Hentermann, David A. Goodman, Kirker Butler, Dominic Polcino e Seth Green;
- "Finestra su Family Guy", il film con dei pop up informativi;
- "Creare un manifesto";
- la versione animatic con il commento di Dominic Polcino;
- tavola rotonda con le voci originaki di Something, Something, Something, Dark Side;
- preview del capitolo successivo We Have a Bad Feeling About This.

## Citazioni e riferimenti
- Nell'introduzione scritta all'inizio del film il primo paragrafo corrisponde a quello de L'Impero colpisce ancora ad eccezione dell'aggiunta dell'ultima frase: «But you know this story».
- Nella prima scena si vede Elroy Jetson, de I pronipoti, che va a scuola.[1]
- Nelle prime scene del film si vede Dart Fener distruggere con una mazza da baseball una cassetta della posta sospesa nello spazio con su scritto "Nimoy", chiaro riferimento all'attore Leonard Nimoy, che impersonava il vulcaniano Spock in Star Trek.
- Luke (Chris Griffin) viene rapito da Cookie Monster di Sesamo apriti.[1]
- Durante la battaglia sul pianeta Hoth, uno dei ribelli con un binocolo nota che un AT-AT indossa delle scarpe Crocs.
- Luke e Yoda (Carl) citano alcuni film: Maial College, Iron Man, Voglia di vincere, Risky Business - Fuori i vecchi... i figli ballano e A proposito di Schmidt.[1]
- Durante l'allenamento di Luke su Dagobah vengono inserite alcune sequenze di Ivan Drago in Rocky IV.[1]
- Palpatine (Carter Pewterschmidt) ha trasferito le sue canzoni preferite sull'iPod e propone a Dart Fener di prendere i suoi CD: Tigerlily di Natalie Merchant, Jagged Little Pill di Alanis Morissette e Hold On to the Nights di Richard Marx. Dart Fener accetta solo l'ultimo.
- Per torturare Ian (Peter Griffin), Dart Fener gli fa ascoltare Where Have All the Cowboys Gone? di Paula Cole.
- Mentre scappano dalla nave imperiale, Peter chiede se attraversare il campo di meteoriti o il campo di fragole; successivamente si vedono i quattro membri dei Beatles sospesi nello spazio con delle fragole giganti. La scena si riferisce alla canzone Strawberry Fields Forever.[1]
- Mentre Luke rischia di cadere dalla città fluttuante, invoca l'aiuto di Leila e poi di Tom Selleck; subito dopo si vede una scena di Tom Selleck in Alibi seducente.[1]
- Quando Leila ordina a Chewbecca di invertire la rotta del Millennium Falcon per andare a recuperare Luke si può ascoltare una parodia di Turn The Beat Around di Vicki Sue Robinson.
- Luke interrompe la sequenza finale dicendo che rimangono molte questioni in sospeso, a quel punto entra un signore che gli consegna una lettera della Western Union recante la data del 1885, come nel finale di Ritorno al futuro - Parte II.[1]
- Come in Blue Harvest, nel finale si fa riferimento a un altro speciale dedicato a Guerre stellari, realizzato nella serie televisiva Robot Chicken;[1] quest'ultima è stata creata dall'attore Seth Green, che ne I Griffin doppia il personaggio di Chris.